# Ernesto Filippi
Ernesto Filippi Cavani (Pieve Fosciana, 26 ottobre 1950) è un ex arbitro di calcio uruguaiano.
Arbitro Internazionale dal 1991, ha preso parte alle edizioni 1991 e 1995 della Copa América, al Campionato mondiale di calcio Under-20 1991 e al Campionato mondiale di calcio 1994, arbitrando la gara Germania-Spagna, terminata 1-1.
Si è ritirato nel 1995 per limiti di età.